# Interférence par ARN
 (mars 2014).
Si vous disposez d'ouvrages ou d'articles de référence ou si vous connaissez des sites web de qualité traitant du thème abordé ici, merci de compléter l'article en donnant les références utiles à sa vérifiabilité et en les liant à la section « Notes et références ».
Pour les articles homonymes, voir Arni.
Ne doit pas être confondu avec ARNI ou ARN interagissant avec Piwi.

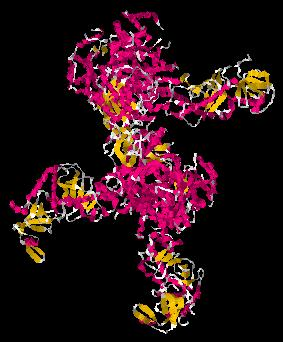
Protéine DICER

Un ARN interférent est un acide ribonucléique (ARN) simple ou double brin dont l'interférence avec un ARN messager spécifique conduit à sa dégradation et à la diminution de sa traduction en protéine. Dans la mesure où l'ARN joue un rôle crucial dans l'expression des gènes, l'ARN interférent permet de bloquer celle-ci en rendant « silencieux » tel ou tel gène. Ce phénomène a été découvert dans les années 1990, valant à Andrew Z. Fire et Craig C. Mello le prix Nobel de physiologie et de médecine en 2006. Il serait vraisemblablement un produit de l'évolution permettant aux organismes de se défendre contre l'introduction de génomes étrangers, notamment viraux, ou encore permettant de moduler l'expression des gènes. Chez les mammifères, l'ARN interférent doit mesurer environ 22 nucléotides pour être spécifique, autrement la formation d'un ARN double brin active la réponse immunitaire antivirale interféron, causant la dégradation non spécifique de tous les ARN.

## Historique
L'interférence par ARN a été découverte fortuitement : en 1990, Richard Jorgensen et ses collaborateurs tentaient de renforcer la couleur pourpre de pétunias en introduisant un vecteur codant un pigment dans cette plante. De façon surprenante, certains pétunias devenaient partiellement ou totalement blancs, le gène introduit éteignant le gène naturel. En 1994, Wassenegger montra que l’introduction d’ARN double brin dans des cellules d’Arabidopsis thaliana déclenche une méthylation de l’ADN correspondant. Ce mécanisme a été initialement appelé transcriptional gene silencing (TGS).
En 1998, Andrew Z. Fire et Craig C. Mello ont montré que l’on pouvait réduire spécifiquement l’expression de protéines contenues dans des cellules du nématode Caenorhabditis elegans, en introduisant de l'ARN double brin dans celles-ci. Ce phénomène fut alors nommé ARN interférence. L’ARN interférent se lie spécifiquement avec l’ARN messager (ARNm) cible, conduisant à la dégradation de celui-ci et de ce fait à l'inhibition de l'expression de la protéine correspondante. Ces deux chercheurs ont reçu le 2 octobre 2006 le prix Nobel de physiologie et de médecine pour leurs travaux.
Ce mécanisme d'ARN interférence, qui a probablement été sélectionné au cours de l'évolution comme un moyen de protection contre l'introduction de génomes étrangers, notamment viraux, a été très utile pour comprendre la fonction de certains gènes chez le nématode C. elegans ou d'autres organismes : en observant le phénotype résultant de l'interférence on peut en déduire la fonction du gène. Cependant jusqu'en 2001, il était impossible d'utiliser cette approche dans les cellules de mammifères. En effet, les mammifères ont développé une réponse antivirale particulière : la présence d'ARN doubles brins de grande taille induit l'activation de la voie interféron qui aboutit à la dégradation des ARN cellulaires, quelle que soit leur séquence. Cette dégradation conduit à la mort de la cellule infectée. Les tentatives effectuées pour utiliser l'ARN interférence comme on le faisait chez les nématodes conduisaient par conséquent à cette mort cellulaire sans aucune spécificité.
Cependant, en 2001, Thomas Tuschl, alors chercheur post-doctoral chez Phillip A. Sharp, eut une idée remarquable : lorsque l'on introduit des ARN double brins longs chez C. elegans, on observe que des petits ARN doubles brins courts, de 21 à 25 paires de bases sont générés. On sait maintenant que c'est la protéine éminceuse Dicer qui génère ces petits ARN interférents. L'idée de Tuschl fut d'introduire directement les petits ARN interférents dans les cellules de mammifères. Cette manipulation provoqua l'interférence par ARN sans déclencher la réponse interféron non spécifique.

## Principe
Les perspectives importantes ouvertes par ces travaux ont conduit de nombreux laboratoires à étudier ce mécanisme. On en a maintenant élucidé le principe général. Les ARN double brins présents dans une cellule sont tout d'abord pris en charge par une ribonucléase de type III appelée Dicer, l'« éminceuse ». Celle-ci clive l'ARN double brin toutes les 21 à 25 paires de bases. Dicer transfère alors les petits ARN interférents (pARNi) à un gros complexe multiprotéique, le complexe RISC (RNA-induced silencing complex). Un des brins du pARNi, dit passager, est éliminé tandis que l'autre (appelé « guide ») dirige le complexe RISC vers les ARNm possédant une séquence complémentaire au brin guide. Si la complémentarité entre le pARNi et l'ARNm cible est parfaite, le complexe RISC clive l'ARNm cible qui est alors dégradé et n'est donc plus traduit en protéine. Quelques bases non complémentaires suffisent pour empêcher le clivage. Ce mécanisme est donc très spécifique de la séquence du pARNi et de sa cible, l'ARNm. Dans certains cas, on peut choisir un pARNi capable de cliver un ARNm porteur d'une mutation ponctuelle sans affecter l'ARNm sauvage.

## Applications
En 2006, plus de 14 000 articles scientifiques faisaient référence à cette technique d'interférence par ARN, montrant l'extraordinaire intérêt que les chercheurs lui portent. L'utilisation de petits ARN interférents pour étudier la fonction d'un gène chez les mammifères est devenue en très peu d'années une technique de base, utilisée par des biologistes de toutes disciplines. Cette technique fait également l'objet de travaux en matière de biotechnologies végétales, afin de créer de nouvelles sortes d'OGM.
Depuis plusieurs années d'autres techniques destinées à inhiber l'expression d'un gène avaient été mises au point. Les plus connues utilisent des antisens, des ribozymes, des aptamères, des oligonucléotides antisens. Par rapport à toutes ces techniques, l'interférence par ARN s'est révélée tout à la fois plus efficace et beaucoup plus souple au niveau du choix de la séquence cible et techniquement simple à mettre en œuvre au laboratoire ce qui explique sa très grande popularité. De nombreux gènes sont surexprimés ou exprimés au mauvais endroit ou au mauvais moment dans de nombreuses pathologies. La possibilité d'inhiber ces expressions pathologiques est un espoir important pour soigner ces nombreuses maladies, au premier rang desquelles on trouve les cancers. Il est remarquable de voir que moins de cinq ans après l'article de Tuschl et coll. des essais cliniques sont déjà en cours chez l'homme pour traiter des pathologies oculaires (dégénérescence maculaire liée à l'âge) et certaines pathologies virales (virus syncitial respiratoire). Ces essais n'ont pour le moment révélé aucune toxicité particulière et ont montré une bonne efficacité ce qui est encourageant mais doit être confirmé par des essais à plus grande échelle.

### Agriculture
L’extinction de gène par ARN interférent fait l'objet de recherches et est déjà utilisé pour remplacer les pesticides de synthèse chimique.

## Perspectives
L'interférence par ARN permet d'étudier la fonction des gènes, ouvre des perspectives thérapeutiques importantes et a de plus ouvert un immense champ de recherche sur les petits ARN dits non codants.
On sait aujourd'hui que 2 % seulement de notre ADN est codant, c’est-à-dire qu'il contient les informations permettant de déterminer l'ordre des acides aminés dans une protéine. On connaissait la fonction de certaines régions non codantes de l'ADN comme les télomères aux extrémités des chromosomes, les centromères et les séquences permettant de réguler la transcription du gène (promoteur et enhancers). Les techniques utilisées pour identifier les ARN transcrits à partir de l'ADN avaient volontairement éliminé les petits ARN considérés comme des produits de dégradation ou des éléments peu intéressants. Cette vision de l'organisation de notre génome est en train de changer profondément.
L'identification des petits ARN interférents (pARNi), produits de clivage d'ARN plus longs par Dicer, a permis de montrer que la machinerie de l'interférence par ARN est présente dans toutes nos cellules et qu'elle sert à réguler très finement l'expression de notre génome. Les effecteurs naturels sont des petits ARN de structure voisine des pARNi qui ont été appelés micro-ARN (miRNA). Ces miRNA, qui font une vingtaine de nucléotides, sont transcrits à partir de notre ADN, pris en charge par la machinerie pARNi et reconnaissent des ARN messagers cellulaires dont ils inhibent l'expression. Le mécanisme d'inhibition peut être soit dû à un clivage de l'ARNm, comme dans le cas des pARNi, ou à un blocage de la traduction des ARNm en protéines. Plus de 400 miRNA, de séquences différentes, ont été identifiés fin 2006 et on considère qu'ils régulent probablement plus de 10 % des gènes. Un ARNm peut lier plusieurs miRNA et réciproquement un miRNA peut se lier à différents ARNm.
L'histoire récente des ARN interférents montre à quel point il est impossible de prévoir le cheminement des découvertes et de programmer la recherche. L'observation faite sur les pétunias a conduit en très peu de temps à la mise à jour de mécanismes extrêmement fondamentaux du contrôle de l'expression génique, si fondamentaux qu'ils ont été conservés depuis les plantes jusqu'aux nématodes, à la drosophile et aux mammifères. Cette découverte fortuite a permis de développer les petits ARN interférents (pARNi), puissants outils pour disséquer la fonction des gènes, et pour demain en corriger l'expression pathologique. L'utilisation de l'interférence par ARN a notamment conduit à la création d'une variété de manioc sans cyanure (linamarine), ou de variétés de papayes résistantes à des virus,. De nombreux chercheurs s'accordent à dire que l'ARN interférence est l'outil qui révolutionne la pratique du chercheur au même titre que la réaction de polymérisation en chaîne (PCR) a révolutionné en son temps l'étude de l'ADN.